# Peake Studies (журнал)
Peake Studies (журнал) — («Пик Ста́дис») англоязычный портал и периодическое издание, посвящённое жизни и творчеству английского писателя, художника, драматурга Мервина Пика (1911—1968).

## История
Инициатором создания журнала выступил британский учёный Питер Виннингтон, который с 1970 года активно занимается изучением творчества Мервина Пика. Он создал обширную библиографию по теме, вместе с тем опубликовав ряд статей и научных исследований, не переведённых на русский язык.
Его авторству принадлежат:
- Vast Alchemies: the life and work of Mervyn Peake (2000)
- Mervyn Peake: the man and his art (2006)
- The Voice of the Heart: the working of Mervyn Peake’s imagination (2006)
- Mervyn Peake’s Vast Alchemies (2009)

Не малозначимую роль в создании журнала сыграл сын Мервина Пика, Себастьян Пик, предоставивший материал для публикации и на протяжении всей деятельности активно поддерживающий доброе имя своего отца.
Журнал выходил два раза в год, весной и осенью, с ноября 1988 года по ноябрь 2015 года. Содержал качественные, напечатанные в типографии номера размером в 48 страниц, последние из которых были цветными. Причиной закрытия журнала послужила недостаточность материала. Питер Виннингтон комментирует данное решение следующим образом:
… далеко не многие люди хотели писать о Пике, и без вклада журнал потерял свой смысл существования. Другая цель, публиковать работы Пика, была в большей степени выполнена. Тем не менее множество рисунков и картин остаются в частном использовании (и по этой причине они сокрыты от остального мира). Однако количество неопубликованных стихотворений и прозы сейчас, я верю, мало.
Несмотря на закрытие Peake Studies представляет собой уникальный и независимый портал, посвящённый критике и обсуждениям для всех, кто заинтересован жизнью и творчеством Мервина Пика. Портал содержит статьи, обзоры, актуальные новости и, вызывающие полемику, взгляды на работы Пика, анализ его вклада в литературу и изобразительное искусство. Регулярно освещаются ранее неопубликованные или малоизвестные труды Пика — рисунки, картины, стихи, пьесы и письма, а также работы других художников, вдохновлённых его творчеством. Благодаря обширному материалу данный ресурс предоставляет широкие возможности для дальнейших исследований в области филологии и лингвистики.

## Критика
Критики положительно отзывались о работе журнала. 3-й номер второго тома от ноября 1991 года был отмечен в «SFRA Review», где Нил Баррон отмечает, что журнал «соответствует высоким стандартам художественно-технического редактирования и наполнения».
Журнал «Фантастика в искусстве» отмечает:
Данный журнал представляет собой не только обширный сборник материалов, но и служит отправной точкой для дальнейшего чтения. Ценность производства и передовые стандарты для публикаций невероятно значительны и необходимы в столь узких кругах.
.
«Британское общество фантастики»:
… один из самых интересных и полноценных журналов, посвященных отдельному автору в области фантастики.
.